# Лугове (Тальменський район)
Лугове́ (рос. Луговое) — село у складі Тальменського району Алтайського краю, Росія. Адміністративний центр Луговської сільської ради.

## Населення
Населення — 1199 осіб (2010; 1199 у 2002).
Національний склад (станом на 2002 рік):
- росіяни — 91 %